# Platylecanium citri
Platylecanium citri är en insektsart som beskrevs av Takahashi 1942. Platylecanium citri ingår i släktet Platylecanium och familjen skålsköldlöss.
Artens utbredningsområde är Thailand. Inga underarter finns listade i Catalogue of Life.